# 高山市営有線放送施設
高山市営有線放送施設（たかやましえいゆうせんほうそうしせつ）は岐阜県高山市が運営していたケーブルテレビである。
自治体のケーブルテレビ局としては全国初で開局した旧国府町の国府有線テレビ放送（CATV KHK）が母体となっており、2007年に民営化のため設置条例が廃止された。同施設の保守を行っていた会社が母体となった飛騨高山ケーブルネットワークによりサービスは継続されている（機材は同市が無償貸与）。

## 沿革
- 1978年（昭和53年）10月25日：国府町有線テレビ放送（CATV KHK）として開局
- 2005年（平成17年）2月1日：国府町が高山市に合併、高山市営有線放送施設となる
- 2007年（平成19年）6月：高山市議会で設置条例の廃止が可決
- 2007年8月1日：廃止

## サービスエリア
- 岐阜県高山市、飛騨市

## 主な放送チャンネル

### テレビ局
| アナログ | デジタル | 放送局               |
| -------- | -------- | -------------------- |
| 1        | (TV081)  | 岐阜放送             |
| 2        | (TV021)  | NHK名古屋教育        |
| 3        |          | 自主放送(VOD)        |
| 4        | (TV031)  | NHK岐阜総合          |
| 5        |          | 自主放送(VOD)        |
| 6        | (TV051)  | 中部日本放送         |
| 8        | (TV011)  | 東海テレビ           |
| 9        |          | 自主放送(VOD)        |
| 10       | (TV041)  | 中京テレビ           |
| 11       |          | 自主放送             |
| 12       | (TV061)  | メ～テレ             |
| 14       |          | NHKBS1               |
| 15       |          | NHKBS2               |
| 16       |          | WOWOW                |
| 17       |          | スター・チャンネル   |
| 18       |          | グリーンチャンネル   |
| 19       |          | サイエンスチャンネル |
| 20       |          | 放送大学テレビ       |
| 34       |          | 自主放送(VOD)        |
| 35       |          | 自主放送(VOD)        |
| 36       |          | 自主放送(VOD)        |
| 37       |          | 自主放送(VOD)        |

### ラジオ局
| ch   | 放送局    |
| ---- | --------- |
| 76.5 | Hits FM   |
| 86.1 | NHK岐阜FM |